# Ali Osseiran
Ali Osseiran, né à Saïda en 1947, est un homme politique libanais.

## Biographie
Diplômé en sciences politiques, fils de l’ancien président du Parlement Adel Osseiran, il est élu depuis 1992 député chiite de Zahrani.
Proche de Nabih Berri, sans être membre du Mouvement Amal, il fait partie du Bloc de la libération et du développement et siège au conseil d’administration de l’association des Villages d'enfants SOS.
Entre 1992 et 1995, il est ministre d'État sans portefeuille dans le gouvernement de Rafiq Hariri.